# Julius Brodnitz
Julius Brodnitz (geboren 9. Juni 1866 in Posen; gestorben 16. Juni 1936 in Berlin) war ein deutscher Rechtsanwalt.

## Leben und Werk
Brodnitz entstammte einer angesehenen Kaufmannsfamilie aus Posen. Nachdem Posen 1919 wieder polnisch geworden war, wanderte er nach Berlin aus, wo er weiterhin als Anwalt tätig war. Er engagierte sich ehrenamtlich in der Rechtsschutzabteilung des Centralvereins und im Hauptvorstand. Von 1920 bis zu seinem Tod 1936 war er Vorsitzender des Centralvereins deutscher Staatsbürger jüdischen Glaubens.